# 克拉克·格雷格
克拉克·格雷格（英語：Clark Gregg，1962年4月2日—）是一名美國男演員、編劇和導演，曾於紐約大學的泰許藝術學院學習演戲及英語。早期，格雷格參演過多部電影，如《刺激驚爆點》（1995年）、《心靈角落》（1999年）、《慾望小鎮》（2000年）、《美麗與動人》（2001年）、《人性污點》（2003年）及《大公司小老闆》（2004年）。後來，格雷格在多部漫威電影宇宙電影以及電視劇——如《鋼鐵人》（2008年）、《鋼鐵人2》（2010年）、《雷神索爾》（2011年）、《復仇者聯盟》（2012年）及電視劇《神盾局特工》——中飾演的神盾局探員菲爾·考森使他逐漸打響知名度。2019年，格雷格在《驚奇隊長》中再次飾演考森探員。此外，格雷格也曾在動畫電視劇《終極蜘蛛俠》及遊戲《樂高：驚奇超級英雄》、《樂高：復仇者聯盟》和《漫威英雄 Online》中為考森探員配音。
此外，他還自編自導了《窒息遊戲》（2008年）及《明星少女養成記》（2013年）兩部電影，並同時在《明星少女養成記》中擔任主演。電視劇方面，格雷格曾在於2006年3月首播，並於2010年5月完結的CBS情境喜劇《俏媽新上路》中飾演克莉絲汀·坎貝爾的前夫理查·坎貝爾，並出演過NBC電視劇《白宮風雲》和《威爾與格蕾絲》。

## 早期生活
格雷格於1962年4月2日出生在美國麻薩諸塞州的波士頓，母親為瑪麗·萊恩（Mary Layne，娘家姓山恩），父親勞勃·克拉克·格雷格（Robert Clark Gregg）則是位聖公會牧師及史丹佛大學教授。由於他的家人時常搬家，格雷格17歲時就曾在7個城市住過。他在北卡羅來納州的教堂山讀高中，當時他父親是附近杜克大學的教授。格雷格在就讀俄亥俄衛斯理大學2年後退學，搬到曼哈頓住。他曾從事過各種工作，如退房服務員、古根漢美術館的保安人員及餐廳的泊車小弟。他後來在紐約大學泰許藝術學院學習演戲及英語，並於1986年畢業。

## 事業

### 1995年至2008年
格雷格是於1983年成立的外百老匯大西洋劇團的其中一名創始人，而後來則擔任該公司的藝術總監。格雷格早期曾出演過多部電影，如布萊恩·辛格執導的《刺激驚爆點》（1995年）、《柯爾歷險記》（1999年）、保羅·湯瑪斯·安德森執導的《心靈角落》（1999年）、大衛·馬麥特執導的《慾望小鎮》（2000年）、《美麗與動人》（2001年）、與安東尼·霍普金斯一同出演的《人性污點》（2003年）及與陶佛·葛瑞斯和史嘉蕾·喬韓森一同出演的《大公司小老闆》（2004年），其中，格雷格在《柯爾歷險記》的表現使他入圍了第15屆獨立精神獎的最佳男配角獎。2000年，格雷格撰寫了超自然驚悚片《危機四伏》的劇本。
此外，格雷格還擔任了2008年電影《窒息遊戲》的導演及編劇，該片改編自恰克·帕拉尼克的同名2001年小說，並由山姆·洛克威爾與威廉·霍爾·梅西等人主演。《窒息遊戲》在上映後收穫了褒貶不一的評價。《奧蘭多哨兵報》的羅傑·摩爾（Roger Moore）認為，格雷格「使電影成了一個骯髒的性諷刺」。2008年日舞影展上，《窒息遊戲》拿下了評審團特別獎：戲劇、群戲表現，並入圍了評審團大獎：戲劇。日舞影展的影評人崔佛·葛拉斯（Trevor Groth）稱讚了該片的劇本、演員的演技和導演的功力。電視劇方面，格雷格早期曾出演過《晚間體育》（2000年）、《慾望城市》（2000年）、《白宮風雲》（2001年至2004年）、《威爾與格蕾絲》（2003年）及《俏媽新上路》（2005年至2010年）等電視劇。

### 2008年至今

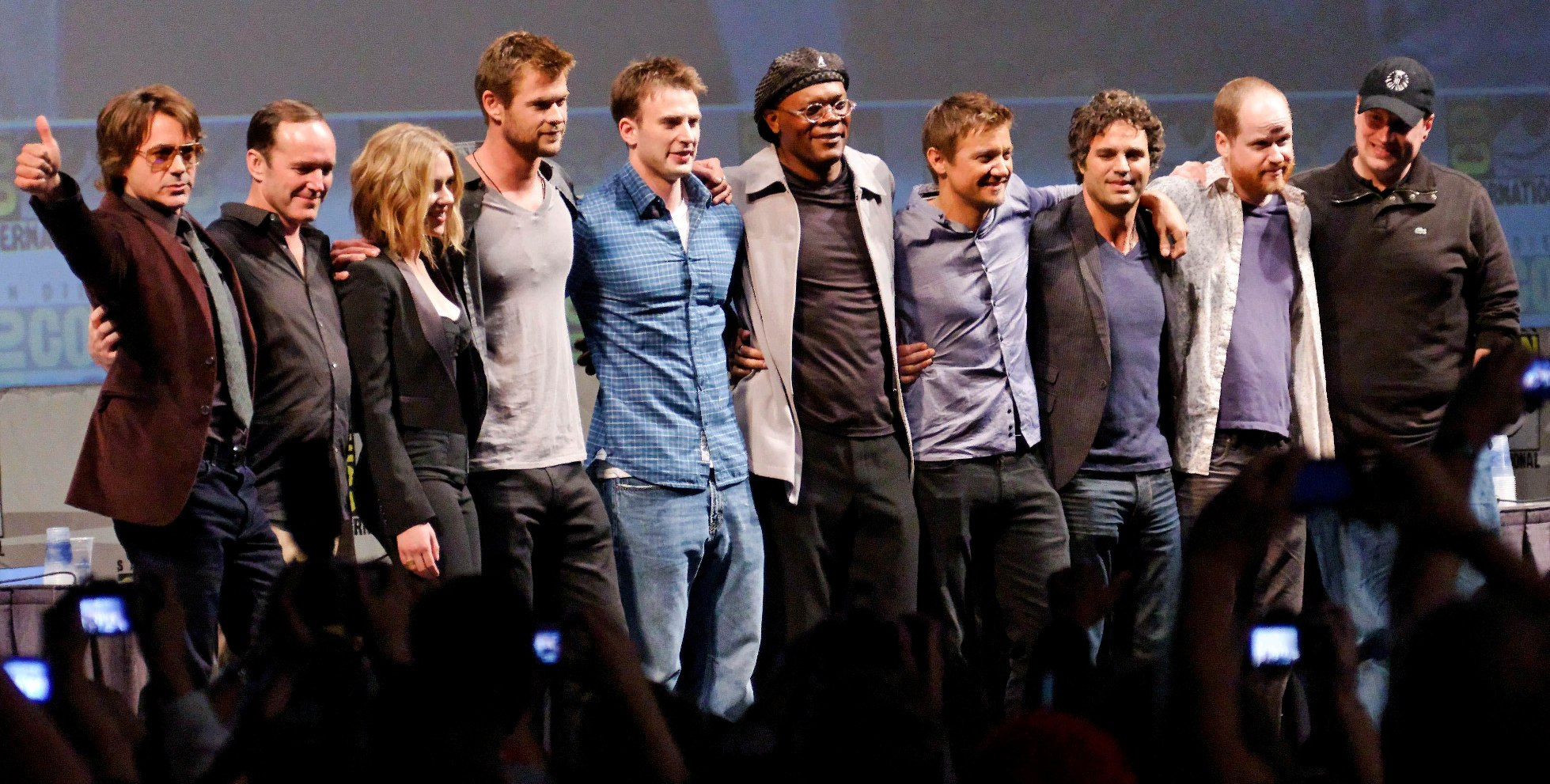
格雷格（左二）與其他《復仇者聯盟》劇組成員一同於2010年聖地牙哥國際漫畫展上宣傳《復仇者聯盟》

2008年，格雷格在電影《鋼鐵人》中客串飾演神盾局探員菲爾·考森。2010年，格雷格於《鋼鐵人2》裡再度詮釋了考森探員。2011年，他再次回歸於電影《雷神索爾》中飾演考森探員。格雷格指出，他對能飾演漫威電影宇宙中一名戲份不斷增加的角色感到十分興奮。他表示，「考森探員是並未出現在漫畫中的角色之一，並在《鋼鐵人》中扮演著一個微不足道的小角色」，並說「我很幸運，他們選擇加重這個角色的戲份，讓他能把他的更多呈現在整個宇宙中。這真是個爆炸性的決定！」在出演《雷神索爾》之後，格雷格再次回歸於2012年電影《復仇者聯盟》中飾演考森探員，並憑藉著在該片中的表現榮獲第39屆土星獎的最佳男配角獎。格雷格還在兩部漫威短片《神盾顧問》（2011年）及《尋找雷神索爾錘路上發生的趣事》（2011年）裡詮釋考森探員。除此之外，格雷格還在動畫電視劇《終極蜘蛛俠》中聲演考森探員。2012年10月下旬，喬斯·溫登、凱文·費吉和格雷格宣布，格雷格將在漫威電視劇《神盾局特工》中詮釋考森探員，同時擔綱主角。格雷格也曾在遊戲《樂高：驚奇超級英雄》、《樂高：復仇者聯盟》和《漫威英雄 Online》裡為考森探員配音。

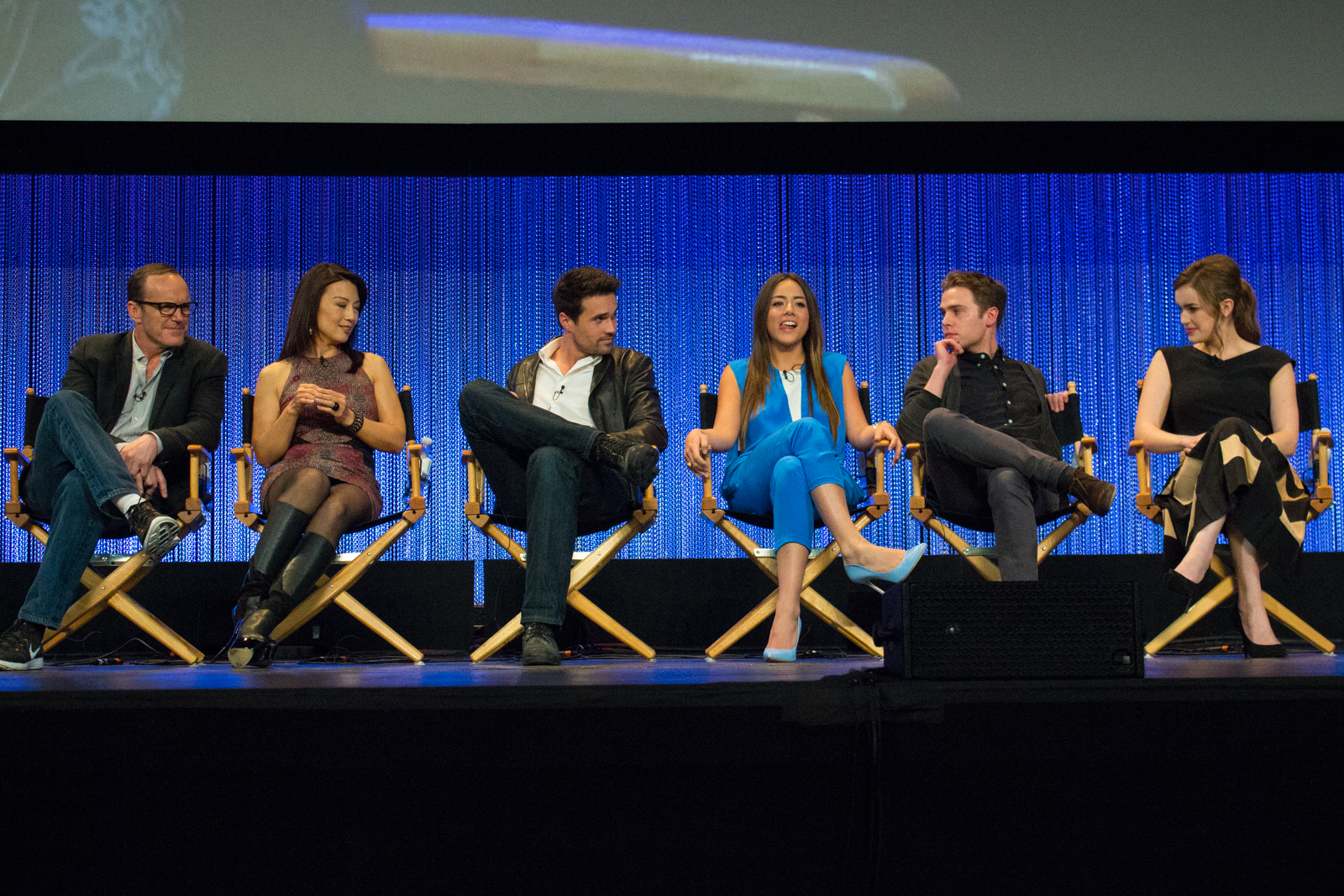
格雷格（左一）與其他《神盾局特工》第一季演員出席於2014年PaleyFest

據2011年7月5日的報導，格雷格加盟了電影《大學生做了沒》的劇組。該片於2013年7月26日在美國上映。2012年，格雷格出演了電影《Brighest Star》。該片所獲評價多為負面。
2012年5月8日，據報導，格雷格加入了由傑森·瑞特曼執導的電影《一日一生》。《一日一生》改編自喬伊絲·梅納德的同名小說，於2012年6月13日在麻薩諸塞州開拍，並在2014年1月31日於美國上映。2013年4月20日，格雷格執導、編劇及主演的電影《明星少女養成記》在翠貝卡電影節首映。《明星少女養成記》於2014年6月在美國有限上映，所獲評價有好有壞。
2014年，格雷格擔任了第20屆美國演員工會獎頒獎典禮的主持人。2017年5月21日，據報，格雷格透露他可能會執導《神盾局特工》第五季的其中一集。最終他執導了第六集《樂趣與遊戲》（Fun & Games）。5月30日，Deadline.com報導，格雷格將與蓋·皮爾斯、皮爾斯·布洛斯南、蜜妮·卓芙與歐德雅·羅許一同出演驚悚片《真相漩渦》，飾演片中的一名律師保羅（Paul）。該片改編自喬治·哈拉爾（George Harrar）的小說，並由賽門·凱哲執導，於2018年4月6日在美國上映。2018年，據報導，格雷格將在漫威電影《驚奇隊長》中回歸飾演考森探員。該片於2019年3月8日在美國上映。2019年2月，格雷格加入驚悚片《亲爱的快逃》的演員陣容。同年11月，報導稱格雷格將參演《女生要革命》。2021年3月29日，格雷格加盟傳記片《里卡多一家》。

## 私人生活

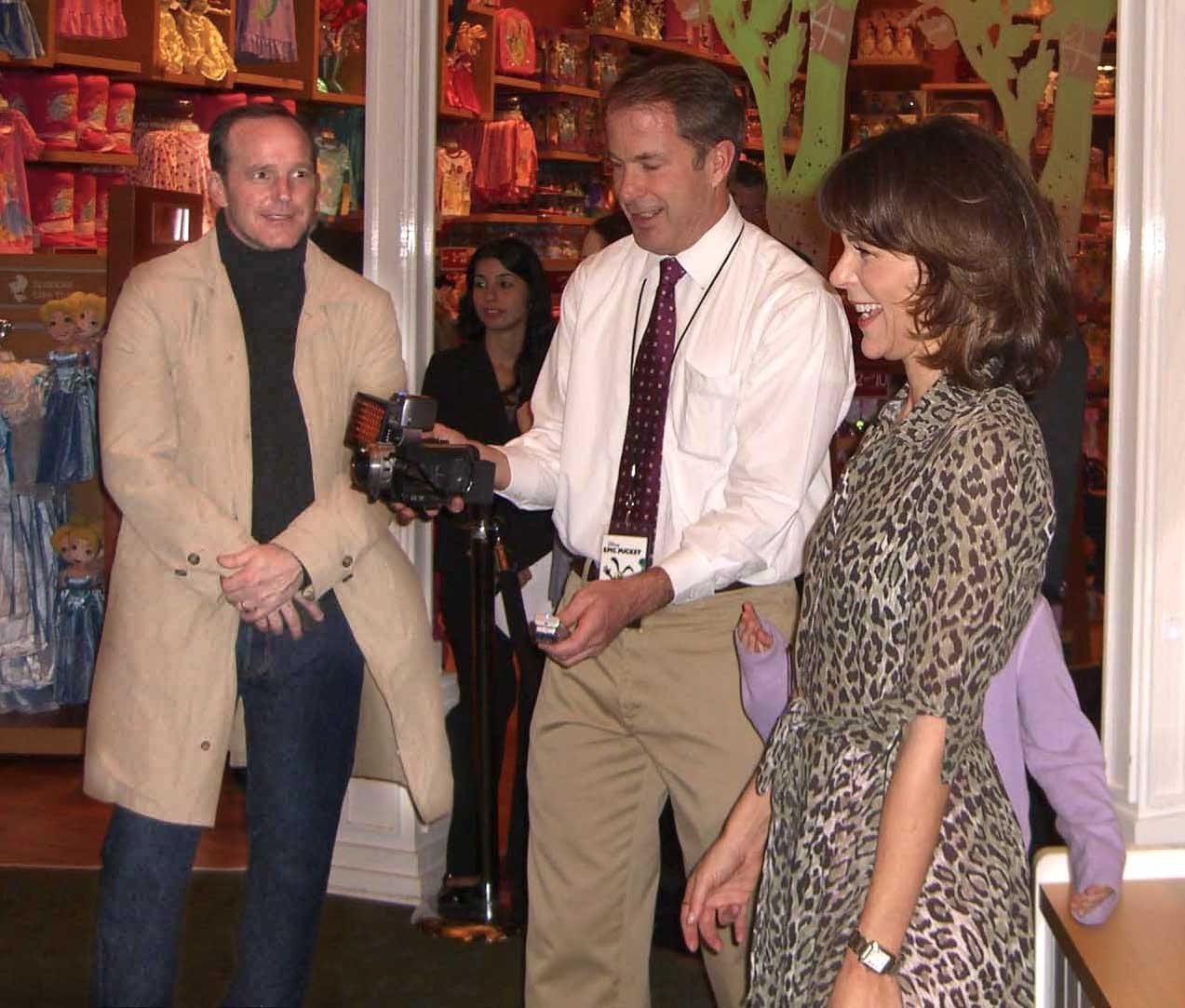
2010年11月30日，格雷格（左一）與妻子詹妮弗·格雷（右一）出席於位在曼哈頓的《傳奇米奇》發表派對上

2000年，格雷格與詹妮弗·格雷首次透過他們共同的朋友見面。儘管那只是一次偶然的相遇，但兩人很快便開始約會。格雷格與格雷於2001年7月21日結婚，當時格雷已懷胎4個月。婚後，兩人育有一名同年12月3日出生的女兒絲特拉，並一同居住在洛杉磯的威尼斯。格雷格是個懂得節制的飲酒者，並描述自己是猶太家庭中的一員（他的妻子是猶太人）。
格雷格略有習武，擁有巴西柔術啡帶級數。2017年1月21日，格雷格與詹妮弗·格雷一同參加了位在華盛頓哥倫比亞特區的2017年女性大遊行。同年7月19日，漫畫家史丹·李在好萊塢的中國戲院前的廣場按捺手足印，格雷格與凱文·史密斯、凱文·費吉及查德威克·鮑斯曼一同出席現場。
2020年7月3日，格雷格在Instagram上發文宣布他和妻子在同年1月就已分居，現已離婚。

## 作品列表

### 電影
| 年份   | 片名                                           | 角色                                  | 附註                       | 來源   |
| ------ | ---------------------------------------------- | ------------------------------------- | -------------------------- | ------ |
| 1988年 | 《老千大陰謀》                                 | 舞台總監                              |                            | [ 26 ] |
| 1989年 | 《直接武力》                                   | Douglas Panton 道格拉斯·潘頓          |                            | [ 26 ] |
| 1992年 | 《Lana in Love》                               | Marty 馬提                            |                            | [ 26 ] |
| 1994年 | 《Ride Me》                                    | Jake Shank 傑克·謝克                  |                            | [ 26 ] |
| 1994年 | 《我愛麻煩》                                   | Darryl Beekman, Jr. 小達瑞爾·貝克曼   |                            | [ 26 ] |
| 1994年 | 《迫切的危機》                                 | 上士                                  |                            | [ 26 ] |
| 1995年 | 《刺激驚爆點》                                 | Dr. Walters 華特斯博士                |                            | [ 26 ] |
| 1995年 | 《雙面疑雲》                                   | Randy 蘭迪                            |                            | [ 26 ] |
| 1997年 | 《西班牙囚犯》                                 | FBI狙擊手                             |                            | [ 26 ] |
| 1997年 | 《意氣風發》                                   | 警察                                  |                            | [ 26 ] |
| 1997年 | 《殺戮星期天》                                 | Benjamin Taft 班傑明·泰夫特           |                            | [ 26 ] |
| 1998年 | 《柯爾歷險記》                                 | Hank / Henrietta 漢克 / 亨利艾塔      |                            | [ 26 ] |
| 1999年 | 《心靈角落》                                   | WDKK樓層總監                          |                            | [ 26 ] |
| 2000年 | 《危機四伏》                                   |                                       | 編劇                       | [ 26 ] |
| 2000年 | 《慾望小鎮》                                   | Doug Mackenzie 道格·麥肯齊            |                            | [ 26 ] |
| 2001年 | 《A.I.人工智慧》                               | Supernerd 超級書呆子                  |                            | [ 26 ] |
| 2001年 | 《美麗與動人》                                 | Bill 比爾                             |                            | [ 26 ] |
| 2002年 | 《不速之客》                                   | Paul Outerbridge 保羅·奧特布里吉      |                            | [ 26 ] |
| 2002年 | 《勇士們》                                     | Capt. Tom Metsker 湯姆·梅特斯克爾上尉 |                            | [ 26 ] |
| 2003年 | 《消失的古城》                                 | Mr. Hadfield 哈德菲爾德先生           | 未掛名                     | [ 26 ] |
| 2003年 | 《11點14分》                                   | Officer Hanna 漢納警官                |                            | [ 26 ] |
| 2003年 | 《人性污點》                                   | Nelson Primus 尼爾森·普萊謬思         |                            | [ 26 ] |
| 2004年 | 《綁計迷宮》                                   | Miller 米勒                           |                            | [ 26 ] |
| 2004年 | 《獵殺U-429海底大戰》                          | Teddy Goodman 泰迪·古德曼             |                            | [ 26 ] |
| 2004年 | 《大公司小老闆》                               | Steckle 斯特克勒                      |                            | [ 26 ] |
| 2006年 | 《奪命電話》                                   | Ben Johnson 班·強森                   |                            | [ 26 ] |
| 2006年 | 《妙想天書》                                   | 出版商                                |                            | [ 26 ] |
| 2006年 | 《我愛貓頭鷹》                                 | Muckle 麥寇                           |                            | [ 26 ] |
| 2007年 | 《女人領地》                                   | Nelson Hardwicke 納爾遜·哈德維克      |                            | [ 26 ] |
| 2007年 | 《交錯效應》                                   | Henry 亨利                            |                            | [ 26 ] |
| 2008年 | 《窒息遊戲》                                   | Charlie 查理                          | 同時也擔任該片的導演及編劇 | [ 26 ] |
| 2008年 | 《鋼鐵人》                                     | Agent Phil Coulson 菲爾·考森探員      |                            | [ 26 ] |
| 2009年 | 《戀夏500日》                                  | Vance 萬斯                            |                            | [ 26 ] |
| 2010年 | 《鋼鐵人2》                                    | Agent Phil Coulson 菲爾·考森探員      |                            | [ 26 ] |
| 2011年 | 《雷神索爾》                                   | Agent Phil Coulson 菲爾·考森探員      |                            | [ 26 ] |
| 2011年 | 《波普先生的企鵝》                             | Nat Jones 奈特·瓊斯                   |                            | [ 26 ] |
| 2011年 | 《神盾顧問》                                   | Agent Phil Coulson 菲爾·考森探員      | 短片                       | [ 26 ] |
| 2011年 | 《尋找雷神索爾錘路上發生的趣事》               | Agent Phil Coulson 菲爾·考森探員      | 短片                       | [ 26 ] |
| 2012年 | 《復仇者聯盟》                                 | Agent Phil Coulson 菲爾·考森探員      |                            | [ 26 ] |
| 2012年 | 《無事生非》                                   | Leonato 里昂納多                      |                            | [ 26 ] |
| 2012年 | 《Brightest Star》 （又可稱為《Light Years》） | Mr. Markovic 馬可維奇先生             |                            | [ 26 ] |
| 2013年 | 《大學生做了沒》                               | Judge Klark 克拉克法官                |                            | [ 26 ] |
| 2013年 | 《一日一生》                                   | Gerald 傑拉德                         |                            | [ 26 ] |
| 2013年 | 《明星少女養成記》                             | Howard Holloway 霍華德·霍洛威         | 同時也擔任該片的導演及編劇 | [ 26 ] |
| 2014年 | 《好女孩》                                     | Edward 愛德華                         |                            | [ 26 ] |
| 2017年 | 《夜行人生》                                   | Calvin Bordurant 卡爾文·龐德蘭特      |                            | [ 26 ] |
| 2018年 | 《真相漩渦》                                   | Paul 保羅                             |                            | [ 26 ] |
| 2019年 | 《驚奇隊長》                                   | Agent Phil Coulson 菲爾·考森探員      |                            | [ 26 ] |
| 2020年 | 《亲爱的快逃》                                 | James R. Fuller 詹姆斯·R·福勒         |                            | [ 26 ] |
| 2021年 | 《女生要革命》                                 | John 約翰                             |                            | [ 26 ] |
| 2021年 | 《里卡多一家》                                 | Howard Wenke 霍華·溫克                |                            | [ 26 ] |

### 電視劇
| 年份           | 電視劇名稱                       | 角色                                                | 附註                                                       | 來源   |
| -------------- | -------------------------------- | --------------------------------------------------- | ---------------------------------------------------------- | ------ |
| 1988年         | 《Lip Service》                  | 舞台總監                                            | 電視電影                                                   | [ 26 ] |
| 1991年         | 《法網遊龍》                     | Patrick Dunne 派屈克·鄧恩                           | 集數：「Life Choice」                                      | [ 26 ] |
| 1991年         | 《法網情仇》                     | Mercer 梅瑟                                         | 2集                                                        | [ 26 ] |
| 1991年         | 《A Woman Named Jackie》         | Ken O'Donnell 肯·奧唐奈                             | 電視迷你劇                                                 | [ 26 ] |
| 1993年         | 《百勝天龍（少年印第安納瓊斯）》 | Dickinson 狄金森                                    |                                                            | [ 26 ] |
| 1994年         | 《喬治·卡林秀》                  | 父親                                                | 集數：「George Does A Bad Thing」                          | [ 26 ] |
| 1995年         | 《泰森》                         | Kevin Rooney 凱文·魯尼                              | 電視電影                                                   | [ 26 ] |
| 1995年         | 《鐵面無私》                     | Tom Cannon 湯姆·坎農                                | 2集                                                        | [ 26 ] |
| 1995年         | 《中央公園西路》                 | 經理                                                | 集數：「Behind Your Back」                                 | [ 26 ] |
| 1996年         | 《天使在人間》                   | Don Dudey 唐·杜伊                                   | 集數：「Lost and Found」                                   | [ 26 ] |
| 2000年         | 《晚間體育》                     | 陌生人                                              | 第2季第21集「La Forza Del Destino」和第22集「Quo Vadimus」 | [ 26 ] |
| 2000年         | 《慾望城市》                     | Harris Bragen 哈里斯·布拉根                         | 集數：「Don't Ask, Don't Tell」                            | [ 26 ] |
| 2000年         | 《律師本色》                     | 朱莉·麥格拉斯的兄弟                                 | 集數：「Brother's Keepers」                                | [ 26 ] |
| 2001年         | 《白宮風雲》                     | FBI Special Agent Michael Casper FBI特務麥克·卡斯柏 | 8集                                                        | [ 26 ] |
| 2002年         | 《My Sister's Keeper》           | Harvey 哈維                                         | 電視電影                                                   | [ 26 ] |
| 2002年         | 《烽火傳真》                     | Eason Jordan 伊森·喬丹                              | 電視電影                                                   | [ 26 ] |
| 2003年         | 《威爾與格蕾絲》                 | Cam 肯姆                                            | 集數：「May Divorce Be with You」                          | [ 26 ] |
| 2004年         | 《光頭神探》                     | William Faulks 威廉·福克斯                          | 2集                                                        | [ 26 ] |
| 2005年         | 《CSI犯罪現場：紐約》            | D.A. Allen McShane D·A·艾倫·麥克謝恩                | 集數：「The Fall」                                         | [ 26 ] |
| 2006年         | 《The Road to Christmas》        | Tom Pullman 湯姆·普爾曼                             | 電視電影                                                   | [ 26 ] |
| 2006年至2010年 | 《俏媽新上路》                   | Richard Campbell 理查·坎貝爾                        | 主角 88集                                                  | [ 26 ] |
| 2012年至2017年 | 《終極蜘蛛俠》                   | Agent Phil Coulson 菲爾·考森探員（配音）            | 主角 29集                                                  | [ 26 ] |
| 2013年至2020年 | 《神盾局特工》                   | Agent Phil Coulson 菲爾·考森探員                    | 主角 全7季 導演 2集                                        | [ 26 ] |
| 2016年         | 《名人對嘴生死鬥》               | 他自己                                              | 集數：「克拉克·格雷格vs.海莉·艾特沃」                      | [ 26 ] |
| 2016年         | 《機器人大擂臺》                 | 他自己                                              | 集數：「The Gears Awaken」                                 | [ 26 ] |
| 2016年         | 《神盾局特工：彈弓》             | Phil Coulson 菲爾·考森                              | 集數：「Vendetta」                                         | [ 26 ] |
| 2019年         | 《單親辣媽》                     | Mr. Daddy                                           | 集數：「Single Mom is Losing Faith」                       | [ 26 ] |
| 2020年         | 《康納一家》                     | Ron                                                 | 2集                                                        | [ 26 ] |
| 2021年         | 《假如…？》                      | Agent Phil Coulson 菲爾·考森探員                    | 第一季，動畫劇集，配音演出                                 | [ 56 ] |

### 電子遊戲
| 年份   | 遊戲名稱               | 角色                             | 附註   | 來源   |
| ------ | ---------------------- | -------------------------------- | ------ | ------ |
| 2013年 | 《樂高：驚奇超級英雄》 | Agent Phil Coulson 菲爾·考森探員 | 僅配音 | [ 26 ] |
| 2013年 | 《漫威英雄 Online》    | Agent Phil Coulson 菲爾·考森探員 | 僅配音 | [ 26 ] |
| 2016年 | 《樂高：復仇者聯盟》   | Agent Phil Coulson 菲爾·考森探員 | 僅配音 | [ 26 ] |

## 榮譽
| 年份   | 獎項                      | 類別 | 獲獎或入圍作品 | 結果 | 來源          |
| ------ | ------------------------- | --- | -------------- | ---- | ------------- |
| 2000年 | 第15屆獨立精神獎          | 最佳男配角 | 《柯爾歷險記》 | 提名 | [ 10 ]        |
| 2000年 | 第72屆國家評論協會獎      | 最佳群戲演出（與亞歷·鮑德溫、查理士·鄧寧、麥克·希金斯、菲利浦·西摩·霍夫曼、瑞奇·傑、喬納森·卡茨、琳達·金布羅、喬丹·蘭吉、莫里斯·拉莫爾、帕蒂·魯普恩、威廉·麥斯、麥克·詹姆斯·奧鮑伊、莎拉·潔西卡·帕克、大衛·佩默、蕾貝卡·碧瑾、夏洛特·波托克、里昂·馬克·史密斯、艾倫·索及茱莉亞·史緹爾共享） | 《慾望小鎮》   | 獲獎 | [ 57 ]        |
| 2001年 | 第4屆線上影評人協會獎     | 最佳群戲演出（與亞歷·鮑德溫、查理士·鄧寧、麥克·希金斯、菲利浦·西摩·霍夫曼、瑞奇·傑、喬納森·卡茨、琳達·金布羅、喬丹·蘭吉、莫里斯·拉莫爾、帕蒂·魯普恩、威廉·麥斯、麥克·詹姆斯·奧鮑伊、莎拉·潔西卡·帕克、大衛·佩默、蕾貝卡·碧瑾、夏洛特·波托克、里昂·馬克·史密斯、艾倫·索及茱莉亞·史緹爾共享） | 《慾望小鎮》   | 獲獎 | [ 58 ]        |
| 2001年 | 第5屆佛羅里達影評人協會獎 | 最佳群戲（與亞歷·鮑德溫、查理士·鄧寧、麥克·希金斯、菲利浦·西摩·霍夫曼、瑞奇·傑、喬納森·卡茨、琳達·金布羅、喬丹·蘭吉、莫里斯·拉莫爾、帕蒂·魯普恩、威廉·麥斯、麥克·詹姆斯·奧鮑伊、莎拉·潔西卡·帕克、大衛·佩默、蕾貝卡·碧瑾、夏洛特·波托克、里昂·馬克·史密斯、艾倫·索及茱莉亞·史緹爾共享）     | 《慾望小鎮》   | 獲獎 | [ 57 ]        |
| 2008年 | 2008年日舞影展            | 評審團大獎：戲劇 | 《窒息遊戲》   | 提名 | [ 14 ]        |
| 2008年 | 2008年日舞影展            | 評審團特別獎：戲劇、群戲表現（與山姆·洛克威爾、強納·波波、安潔莉卡·休斯頓、凱莉·麥當勞、布萊德·威廉·亨克、帕茲·德·拉·維爾塔、吉莉安·賈布斯、碧珠·菲利浦斯及喬爾·格雷共享） | 《窒息遊戲》   | 獲獎 | [ 14 ]        |
| 2013年 | 第39屆土星獎              | 最佳男配角 | 《復仇者聯盟》 | 獲獎 | [ 20 ] [ 21 ] |

## 外部連結
- 克拉克·格雷格在互联网电影资料库（IMDb）上的資料（英文）
- 互聯網百老匯資料庫（IBDB）上克拉克·格雷格的資料（英文）